# Buffalo Bills 1992
La stagione 1992 dei Buffalo Bills è stata la 23ª della franchigia nella National Football League, la 33ª complessiva. Sotto la direzione del capo-allenatore Marv Levy, la squadra terminò con un record di 11-5, classificandosi seconda nella AFC East division. Nei playoff eliminò gli Houston Oilers, i Pittsburgh Steelers e i Miami Dolphins, qualificandosi per il terzo Super Bowl consecutivo. Lì fu battuta per 52-17 dai Dallas Cowboys.
La stagione è degna di nota in particolar modo per la prima gara di playoff di Buffalo, in cui rimontò uno svantaggio di 35-3 a Houston, andando a vincere ai tempi supplementari.
Nella settimana 2 della stagione, i Bills batterono in trasferta i San Francisco 49ers per 34–31. Fu la prima partita della storia in cui nessuna delle due squadre calciò alcun punt.

## Roster
| Roster dei Buffalo Bills nel 1992 |
| --- |
| Quarterback - 7 Gale Gilbert - 12 Jim Kelly - 14 Frank Reich Running Back - 23 Kenneth Davis - 33 Eddie Fuller - 35 Carwell Gardner FB - 34 Thurman Thomas Wide Receiver - 82 Don Beebe - 85 Al Edwards - 81 Brad Lamb - 80 James Lofton - 83 Andre Reed - 89 Steve Tasker - 87 Chris Walsh Tight End - 86 Rob Awalt - 84 Keith McKeller - 88 Pete Metzelaars Offensive Linemen - 75 Howard Ballard T - 65 John Davis G - 70 John Fina T - 59 Mitch Frerotte C - 67 Kent Hull C - 63 Adam Lingner C - 74 Glenn Parker G - 51 Jim Ritcher G - 69 Will Wolford T Defensive Linemen - 92 Gary Baldinger - 90 Phil Hansen DE - 73 Mike Lodish NT - 94 Mark Pike DE - 78 Bruce Smith DE - 93 Keith Willis DE - 91 Jeff Wright NT Linebacker - 54 Carlton Bailey OLB - 97 Cornelius Bennett ILB - 58 Shane Conlan ILB - 95 Keith Goganious - 52 Richard Harvey - 55 Mark Maddox OLB - 53 Marvcus Patton OLB - 56 Darryl Talley ILB Defensive Back - 43 Matt Darby SS - 27 Cliff Hicks CB/PR - 47 Kirby Jackson CB - 20 Henry Jones SS - 38 Mark Kelso FS - 37 Nate Odomes CB - 24 Kurt Schulz FS - 29 James Williams CB Special Team - 2 Steve Christie K - 9 Chris Mohr P Squadra di allenamento - —- Barry Rose WR |
| Legenda - I rookie sono in corsivo. - Il primo ruolo è il principale mentre gli eventuali successivi indicano i ruoli secondari. - (IR) sta per Injured Reserve ed indica la lista ristretta per un solo giocatore infortunato che può tornare ad allenarsi dopo la settimana 6 e a rientrare in prima squadra dopo che questa ha giocato 8 partite. - (NF-Inj.) / (NF-Ill.) stanno rispettivamente per Non-Football Injured e Non-Football Illness ed indicano le liste dove viene inserito un giocatore che ha un infortunio o una malattia non dipendente dal football americano. - (PUP) sta per Physically Unable to Perform ed indica la lista dove viene inserito un giocatore mentre è in attesa di recuperare la condizione fisica. Nella stagione regolare dopo la sesta partita giocata dalla propria squadra, il giocatore ha tempo tre settimane per riprendere ad allenarsi, più tre settimane aggiuntive dal suo rientro agli allenamenti per rientrare in prima squadra. |

Fonte:

## Calendario
| Stagione regolare |                    |                         |                               |                    |                    |                    |
| Turno             | Data               | Avversario              | Stadio                        | Punteggio          | Record             | Pubblico           |
| 1                 | 6 settembre 1992   | Los Angeles Rams        | Rich Stadium                  | V 40–7             | 1–0                | 79,001             |
| 2                 | 13 settembre 1992  | at San Francisco 49ers  | Candlestick Park              | V 34–31            | 2–0                | 64,053             |
| 3                 | 20 settembre 1992  | Indianapolis Colts      | Rich Stadium                  | V 38–0             | 3–0                | 77,781             |
| 4                 | 27 settembre 1992  | at New England Patriots | Foxboro Stadium               | V 41–7             | 4–0                | 52,527             |
| 5                 | 4 ottobre 1992     | Miami Dolphins          | Rich Stadium                  | S 37–10            | 4–1                | 80,368             |
| 6                 | 11 ottobre 1992    | at Los Angeles Raiders  | Los Angeles Memorial Coliseum | S 20–3             | 4–2                | 52,287             |
| 7                 | Settimana di pausa | Settimana di pausa      | Settimana di pausa            | Settimana di pausa | Settimana di pausa | Settimana di pausa |
| 8                 | 26 ottobre 1992    | at New York Jets        | The Meadowlands               | V 24–20            | 5–2                | 68,181             |
| 9                 | 1º novembre 1992   | New England Patriots    | Rich Stadium                  | V 16–7             | 6–2                | 78,268             |
| 10                | 8 novembre 1992    | Pittsburgh Steelers     | Rich Stadium                  | V 28–20            | 7–2                | 80,294             |
| 11                | 16 novembre 1992   | at Miami Dolphins       | Joe Robbie Stadium            | V 26–20            | 8–2                | 70,629             |
| 12                | 22 novembre 1992   | Atlanta Falcons         | Rich Stadium                  | V 41–14            | 9–2                | 80,004             |
| 13                | 29 novembre 1992   | at Indianapolis Colts   | Hoosier Dome                  | S 16–13            | 9–3                | 50,221             |
| 14                | 6 dicembre 1992    | New York Jets           | Rich Stadium                  | S 24–17            | 9–4                | 75,876             |
| 15                | 12 dicembre 1992   | Denver Broncos          | Rich Stadium                  | V 27–17            | 10–4               | 71,740             |
| 16                | 20 dicembre 1992   | at New Orleans Saints   | Louisiana Superdome           | V 20–16            | 11–4               | 68,591             |
| 17                | 27 dicembre 1992   | at Houston Oilers       | Astrodome                     | S 27–3             | 11–5               | 61,742             |

## Playoff
| Playoff                 |                 |                            |               |          |
| Turno                   | Data            | Avversario (seed)          | Punteggio     | Pubblico |
| Wildcard                | 3 gennaio 1993  | Houston Oilers (5)         | V 41–38 (DTS) | 75,141   |
| Divisional              | 9 gennaio 1993  | at Pittsburgh Steelers (1) | V 24–3        | 60,407   |
| Conference Championship | 17 gennaio 1993 | at Miami Dolphins (2)      | V 29–10       | 72,703   |
| Super Bowl              | 31 gennaio 1993 | vs. Dallas Cowboys (N2)    | S 17–52       | 98,374   |

## Classifiche
| AFC East             |    |    |   |      |     |      |     |     |     |
|                      | V  | S  | P | %    | DIV | CONF | PF  | PS  | STR |
| (2) Miami Dolphins   | 11 | 5  | 0 | .688 | 5–3 | 9–3  | 340 | 281 | V3  |
| (4) Buffalo Bills    | 11 | 5  | 0 | .688 | 5–3 | 7–5  | 381 | 283 | S1  |
| Indianapolis Colts   | 9  | 7  | 0 | .563 | 5–3 | 7–7  | 216 | 302 | V5  |
| New York Jets        | 4  | 12 | 0 | .250 | 3–5 | 4–8  | 220 | 315 | S3  |
| New England Patriots | 2  | 14 | 0 | .125 | 2–6 | 2–10 | 205 | 363 | S5  |